# Chorthippus mistshenkoi
Chorthippus mistshenkoi är en insektsart som beskrevs av Avakyan 1956. Chorthippus mistshenkoi ingår i släktet Chorthippus och familjen gräshoppor. Inga underarter finns listade i Catalogue of Life.